# Marjan Kokalj
Marjan Kokalj, slovenski rimskokatoliški duhovnik, jezuit in režiser, * 1969, Topolje.

## Življenje in delo
Rodil se je kot deveti otrok med enajstimi, na hribovski kmetiji v vasi Topolje v Selški dolini. Osnovno šolo je obiskoval v Selcih in Železnikih, gimnazijo pa v Škofji Loki. Po odsluženem vojaškem roku v Štipu je študiral slavistiko in etnologijo na Filozofski fakulteti v Ljubljani. Iz slavistike je diplomiral leta 2000, iz etnologije pa leta 2002 s temo Škofjeloški pasijon.
Leta 1997 se je zaposlil na Občini Škofja Loka in tam delal tri leta. V tem času se je pripravljal na uprizoritev Škofjeloškega pasijona (1999 in 2000). Bil je tudi pobudnik ustanovitve Kulturnega društva Obok.
Leta 2000 je vstopil v jezuitski red. V noviciatu je bil v Mariboru, in sicer dve leti. Nato je študiral filozofijo v Padovi. Prakso je opravljal v Ljubljani pri Svetem Jožefu. Študiral je tudi teologijo v Rimu in jo končal leta 2009. Po diakonatu je bil leta 2010 posvečen v duhovnika in imenovan za kaplana v Dravljah v Ljubljani.

## Režije
- Turški križ, 1997
- Škofjeloški pasijon, 1999, 2000
- Gospa ministrica
- Oznanjenje
- Marijino obiskanje

## Objave v revijah
Spisal je več člankov za zbornik Loški razgledi in reviji Tretji dan ter Slovenski jezuiti ...